# Sosesc păsările călătoare
Sosesc păsările călătoare este un film românesc din 1985 regizat de Geo Saizescu. Rolurile principale au fost interpretate de actorii Emil Hossu, Rodica Mureșan, Tora Vasilescu, Octavian Cotescu și Ștefan Mihăilescu-Brăila. A avut premiera la 25 martie 1985.

## Distribuție
- Emil Hossu — inginerul Radu Cojar, șeful fermei piscicole din comuna Barza[2]
- Rodica Mureșan — doctorița Iulia Râmniceanu, iubita din studenție a lui Radu
- Tora Vasilescu — sora medicală Vera de la dispensarul din sat
- Octavian Cotescu — pictorul peisagist Joil Dumbravă
- Ștefan Mihăilescu-Brăila — Ștefan Brăileanu, primarul comunei Barza
- Sebastian Papaiani — inginerul Șerban Pamfil, antrenor de caiac-canoe
- Geo Saizescu — fotograful „Foto Bujor”
- Jean Constantin — cârciumarul Marin Pârvulescu
- Dumitru Rucăreanu — pescarul Alexe, acordeonist
- Cornel Gîrbea — pescarul braconier Tudor Vișinescu
- Vali Voiculescu-Pepino — țăranca Ilinca, poreclită „Gura satului”
- Rodica Popescu-Bitănescu — tanti Gherghina, vrăjitoarea
- Dumitru Chesa — pescarul Grigore
- George Mihăiță — pescarul Petrache
- Ovidiu Moldovan — pescarul Valeriu
- Ernest Maftei — bătrânul pescar Maftei
- Nae Gh. Mazilu — bătrânul pescar Filimon
- Alexandru Lazăr — localnicul Sandu
- Mihai Mălaimare — pescar
- Cristian Ștefănescu — localnic saxofonist
- Dorina Done — țărancă, vecina Gherghinei
- Mariana Cercel
- Vasile Popa-Țeavă — pescarul Vasile
- Miron Șuvăgău — pacientul căruia i se ia tensiunea
- Dan Puric — tânărul Țâfnă, crainicul comunei
- Marius Pepino — profesorul de la Institutul de Medicină din București
- Mihaela Nicolaescu
- Lamia Beligan — modelul lui Joil
- Dan Tufaru
- Liviu Manolache — tânărul pescar Vlad
- Alecu Croitoru
- Ovidiu Ionescu
- Ion Stanciu
- Florin Mihăilescu
- Cătălin Saizescu — copil

## Primire
Filmul a fost vizionat de 2.512.364 de spectatori în cinematografele din România, după cum atestă o situație a numărului de spectatori înregistrat de filmele românești de la data premierei și până la data de 31 decembrie 2014 alcătuită de Centrul Național al Cinematografiei.

## Locuri de filmare

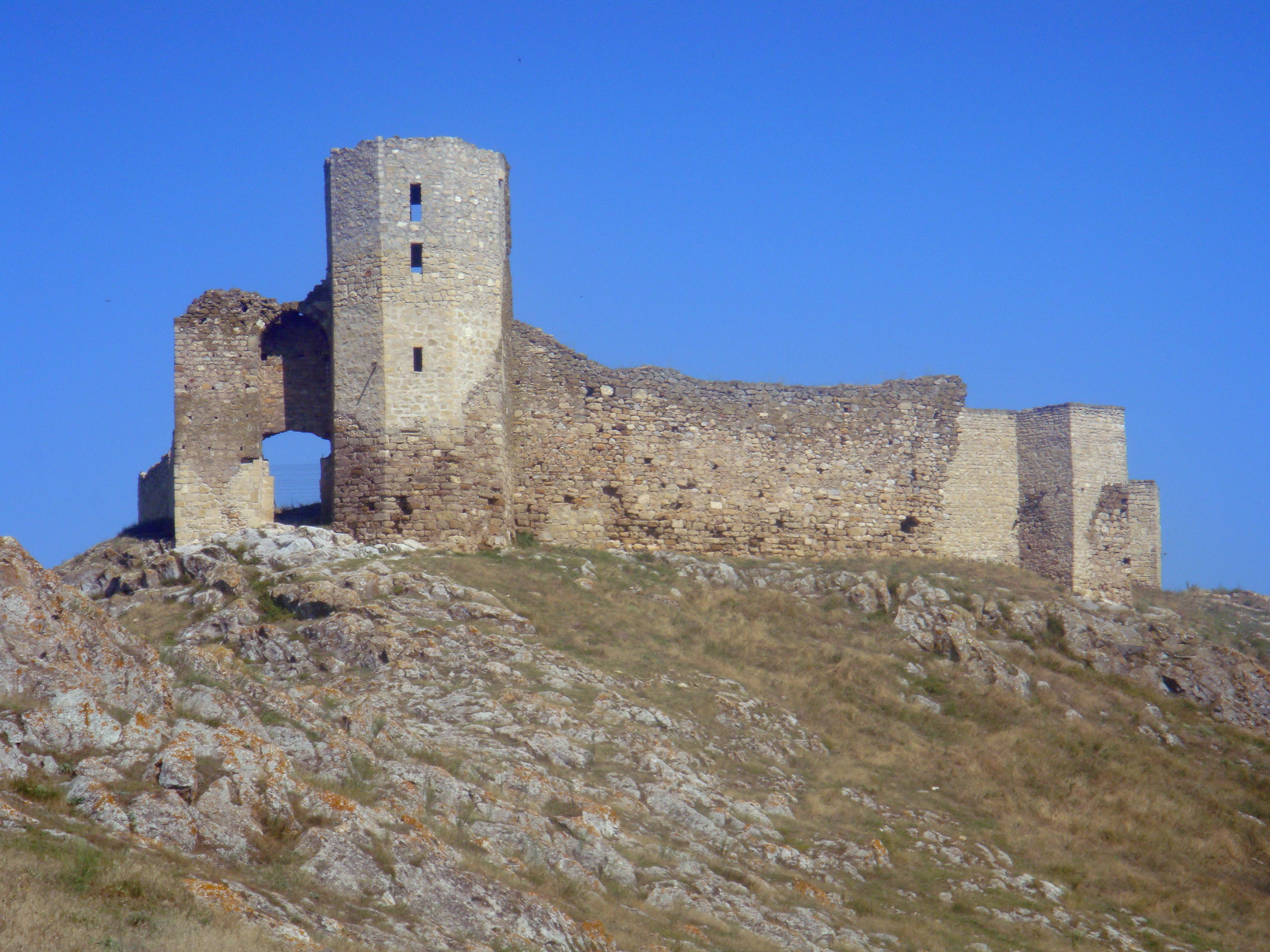
Cetatea Enisala